# Tạ Bửu
Tạ Bửu (1921–1943), tên thường gọi là Bé Bửu, Bé Con, là một nhà cách mạng Việt Nam, Bí thư Tỉnh ủy Vĩnh Long Đảng Cộng sản Đông Dương.

## Thân thế
Tạ Bửu có tên thật là Lê Văn Bửu, sinh năm 1921 (có nguồn cho là 1920) ấp An Lạc, xã Trung Hiếu, quận Vũng Liêm, tỉnh Vĩnh Long (nay là xã Trung An, huyện Vũng Liêm, tỉnh Vĩnh Long). Ông lớn lên trong một gia đình có truyền thống tham gia các phong trào yêu nước. Cha là Lê Văn Ngà bị đi đày và chết ở Côn Đảo, mẹ mất sớm. Anh trai ông là Lê Văn Trọng cũng hy sinh trong Nam Bộ kháng chiến.

## Cuộc đời
Năm 16 tuổi, Lê Văn Bửu được người họ hàng Lê Quang Phòng đang làm Bí thư Quận ủy Vũng Liêm dẫn dắt theo phong trào cách mạng của Đảng Cộng sản Đông Dương. Ông công tác ở Văn phong Tỉnh ủy Vĩnh Long và được Bí thư Tỉnh ủy khi đó là Tạ Uyên nhận làm con nuôi, lấy tên là Tạ Bửu. Sau đó, ông hoạt động ở nhà in báo Tiến Lên của Liên Tỉnh ủy Hậu Giang.
Sau cuộc khởi nghĩa Nam Kỳ (1940), các cơ sở cách mạng của Đảng Cộng sản Đông Dương bị thực dân Pháp khủng bố ác liệt. Bí thư Tỉnh ủy Vĩnh Long Thái Văn Đẩu bị bắt và bị giết hại. Tháng 6 năm 1941, Liên Tỉnh ủy Hậu Giang quyết định phân công Tạ Bửu làm Bí thư Tỉnh ủy Vĩnh Long với nhiệm vụ khôi phục và củng cố phát triển các cơ sở Đảng trong tỉnh. Tháng 12 năm 1942, ông được cử làm Phó Bí thư Liên Tỉnh ủy Hậu Giang, tiếp tục làm Bí thư Tỉnh ủy Vĩnh Long, phụ trách hai tỉnh Cần Thơ và Trà Vinh.
Tháng 3 năm 1943, ở Trà Côn (thuộc quận Trà Ôn, tỉnh Cần Thơ, nay thuộc tỉnh Vĩnh Long), trên đường đi tham dự hội nghị Liên Tỉnh ủy Hậu Giang, ông bị bệnh ruột cấp tính. Do phải né tránh sự truy nã của thực dân Pháp, bệnh tình của ông chuyển biến xấu và mất khi mới 22 tuổi. Tỉnh ủy Vĩnh Long bị tê liệt và chỉ được tái lập vào sau Cách mạng Tháng Tám (1945).